# سیارک ۲۵۹۱۲
سیارک ۲۵۹۱۲ (به انگلیسی: 25912 Recawkwell، نامگذاری:2001CP9)۲۵۹۱۲مین سیارک کشف شده‌است که در ۰۱ فوریه ۲۰۰۱ کشف شد.